# Саланганы
Саланга́ны (лат. Collocalia) — род птиц из семейства стрижиных.
Виды рода населяют Юго-Восточную Азию и острова Океании. Гнездятся на отвесных скалах, но чаще в пещерах на побережье. Представители рода имеют узкие крылья, приспособленные к быстрому полету, и небольшой клюв с зазубринами, приспособленными для охоты на насекомых в полете. Гнезда некоторых видов целиком состоят из застывшей слюны этих птиц и употребляются в пищу под названием «ласточкины гнёзда», будучи известным деликатесом китайской кухни.

## Виды
Род включает 11 видов:
- Collocalia affinis
- Collocalia dodgei
- Collocalia esculenta — белобрюхая салангана
- Collocalia isonota
- Collocalia linchi
- Collocalia marginata
- Collocalia natalis
- Collocalia neglecta
- Collocalia sumbawae
- Collocalia troglodytes — карликовая салангана
- Collocalia uropygialis

В состав рода Collocalia иногда рассматриваются все виды рода Aerodramus, также называемые саланганами.
Также в состав этого рода включалась большая салангана, выделенная в настоящее время в монотипичный род Hydrochous.